# Bachelor of Information and Communication Technology
Bachelor of Information and Communication Technology (Nederlandse afkorting : B ICT; internationale afkortingen: BIT, BInfTech, BInfoTech of B.ICT) is een hbo-bachelorgraad in Nederland in kader van het Bachelor-Masterstelsel.
De internationaal erkende graad geeft aan dat men een opleiding heeft afgerond aan een hogeschool in de richting van de opleidingen op het gebied van de Informatie- en Communicatietechnologie (ICT). Deze opleidingen omvatten de basisbeginselen omtrent softwareontwikkeling en programmeren, databases, netwerkinfrastructuur, datacommunicatie en multimediaontwerp. De studenten kunnen zich hebben gespecialiseerd in richtingen als Technische Informatica, Information Engineering, Bedrijfskundige Informatica, Informatica of Communicatie & Multimedia Design.
Deze graad mag men achter zijn of haar naam plaatsen, bijvoorbeeld "Jan Janssen B ICT". De bachelorgraad is equivalent aan de oude Nederlandse titel ingenieur (ing.), welke voor de naam wordt geplaatst. De graad en titel mogen niet tegelijk worden gebruikt.
Bachelor-masterstructuur